# Semidalis obscura
Semidalis obscura is een insect uit de familie van de dwerggaasvliegen (Coniopterygidae), die tot de orde netvleugeligen (Neuroptera) behoort. 
De wetenschappelijke naam Semidalis obscura is voor het eerst geldig gepubliceerd door Sziráki & Greve in 1996.